# John Etheridge
John Michael Glyn Etheridge (n. 12 ianuarie 1948 în Lambeth, sud-estul Londrei) este un chitarist de jazz/fusion asociat cu Canterbury Scene.
Fost membru al formației Soft Machine.
1. 1 2 3 4 5 6 7 8 9  Discogs, accesat în 28 decembrie 2022
2. ↑  John Etheridge, SNAC, accesat în 9 octombrie 2017
3. ↑  Bibliothèque nationale de France, accesat în 28 decembrie 2022
4. ↑  „John Etheridge”, Gemeinsame Normdatei, accesat în 28 decembrie 2022
5. ↑  Czech National Authority Database, accesat în 1 martie 2022
6. ↑  The Encyclopedia of Popular Music[*] Verificați valoarea |titlelink= (ajutor);